# Anopterus glandulosus
Anopterus glandulosus es una especie de arbusto o árbol pequeño de la familia Escalloniaceae, endémico de las selvas tropicales del oeste y sur de Tasmania.

## Descripción
Por lo general se presenta en forma de arbusto de 2-4 metros de altura, pero en ocasiones puede formar un árbol de hasta 10 m de altura. Las hojas son grandes, de 7-17 cm de largo y 4.2 cm de ancho. Las flores son de color blanco a rosa claro y de unos 2 cm de diámetro y se producen durante la primavera y, a menudo de nuevo en el otoño.

## Taxonomía
Anopterus glandulosus fue descrita por Jacques Julien Houtton de La Billardière y publicado en Novae Hollandiae Plantarum Specimen 1: 86. 1805.